# 陸前高田ユースホステル
陸前高田ユースホステル（りくぜんたかたユースホステル）は、日本ユースホステル協会に加盟していた岩手県のユースホステル。高田松原公園内に位置し、東北地方太平洋沖地震で建物が一部崩壊するなど大きな被害を受けたが、震災の数カ月前から無期限休館中だったため人的被害はなかった。高田松原もほぼすべての松が流出したが、ユースホステル敷地内の松が1本だけ奇跡的に残り、復興のシンボルとなった（奇跡の一本松も参照）。
建物は震災遺構として保存される方針であり、実質的に閉鎖となる。

## 設備
（以下は休館前・大震災前のもの）
高田松原内にあり、施設は松林に囲まれている。
- 個人や小グループに適している
- 団体の利用に適している
- 余裕があればグループで一室利用可
- 駐車場あり
- 駐輪場あり
- 洗濯機あり
- 乾燥機あり
- 荷物預かりあり
- 英語による予約可
- 周辺にスポーツ施設あり

## 休館、保存へ
2011年1月より長期休館中のところ、3月11日東日本大震災により建物が全壊した。2013年1月、岩手県と陸前高田市は、誘致を検討している「国営防災メモリアル公園」に残す「震災遺構」の1つに本ユースホステルの建物を含めることを決めた。
その後防災公園については「高田松原津波復興祈念公園」の名称で整備が進められ、保存対象となったが、内部は非公開である。

## アクセス
2019年現在は、大船渡線BRTによる奇跡の一本松駅が跡地の最寄りとなる。